# Type 231
Type 231 zijn 311 drieassige dieselhydraulische locomotieven die van 1938 tot 1944 voor de Duitse Wehrmacht werden gebouwd met als aanduiding WR 360 C12, 14, 14K, 15 of 17. Ze werden bij rangeerdiensten ingezet.
- WR staat voor WehrmachtsRegelspurige Lokomotiven
- 360 staat voor de pk
- C staat voor 3 assen
- 12, 14, 15 of 17 staat voor de massa per as
- K staat voor een koeling met gas om het risico op brand of ontploffing te verminderen. Deze loc's werden voornamelijk ingezet in munitie- en brandstofdepots.

Na de Tweede Wereldoorlog werden deze locs in Europese particuliere en staatsspoorwegen verder gebruikt. Ze werden ingezet voor stoptreinen in en rond grote steden, bij rangeerdiensten op goederenstations of werden voor de samenstelling van reizigerstreinen ingezet.
Het Duitse leger liet drie dieselrangeerlocs van dit type in België achter die door de NMBS als haar eerste diesellocomotieven ingelijfd werden. Een locomotief werd door de NMBS genummerd 231.01, later 231.001 (constructie: O&K 21118 / serienummer 42.550), en ingezet bij het Belgisch leger, eerst in kamp Soest en vervolgens in kamp Brasschaat.
Twee andere dergelijke locomotieven werkten van 1952 tot 1992 in de cementgroeve Compagnie des Ciments Belge (CCB) in Gaurin-Ramecroix. Daar kregen ze de nummering CCB 215 en CCB 216 (serienummer 46.394).
Deze drie locomotieven, zowel de militaire (ABL) loc, als de twee CCB'ers, maken nu deel uit van het Toerisme en Spoorpatrimonium.